# فرونزه (شهرستان ایگلینسکی، باشقیرستان)
فرونزه (انگلیسی: Frunze, Iglinsky District, Republic of Bashkortostan) یک شهرک در شهرستان ایگلینسکی استان باشقیرستان کشور روسیه است.